# رومر ويلسون
رومر ويلسون (بالإنجليزية: Romer Wilson)‏ (26 ديسمبر 1891، شفيلد في المملكة المتحدة - 11 يناير 1930، لوزان في سويسرا)؛ كاتِبة ومؤلِّفة وروائية بريطانية.